# 박종현 (축구 선수)
박종현(2000년 11월 24일 ~ )는 대한민국의 축구 선수로, 포지션은 센터백이다. 현재 K리그2 FC 안양 소속이다.